# Ítrabo
Ítrabo – gmina w Hiszpanii, w prowincji Grenada, w Andaluzji, o powierzchni 19,01 km². W 2011 roku gmina liczyła 1070 mieszkańców.
W drugiej połowie XX wieku dzięki rozwojowi upraw tropikalnych i turystyki Ítrabo rozwijało się gospodarczo.